# خی ارابه‌ران
خی ارابه‌ران یک ستاره است که در صورت فلکی ارابه‌ران قرار دارد.